# 網野真弓
網野 真弓（あみの まゆみ、1986年11月24日 - ）は山梨県出身の元レポーター。横浜国立大学卒業。

## プロフィール
日本テレビのインターネット動画配信サービス『第2日本テレビ』の第6期専属女子アナウンサーとして採用される。
- 愛称はあ～みん
- 身長は146cm。『第2日本テレビ』専属女子アナ合格発表の際にはボストンバッグの中に自ら入るという小柄を活かした芸を見せている。
- 星座は射手座。血液型はO型。
- 趣味：ジャズダンス・テニス
- 特技：ピアノ・写真を撮ること
- 好きなもの：マシュマロ・ケーキ・リラックマ・雪・ふかふかの布団・あったかい日差し
- 苦手なもの：虫
- 休日の過ごし方：DVD鑑賞・普段よりも凝った料理を作ってみる

（以上、第2日本テレビ内のプロフィールより）
2008年1月から2010年1月までの2年1ヶ月『Oha!4 NEWS LIVE』に『Oha!4 JD』として出演。2010年10月29日、後輩の渡部真希子が卒業するまでJD在籍期間の最長記録保持者であった。
小・中学校の教員免許を取得しているらしく、自身執筆の「ＪＤ見習い日記」によると在任期間中、小・中学校で教育実習をしたと言う。

## 過去の出演番組
- Oha!4 NEWS LIVE（日本テレビ）Oha!4 JD 木曜日担当（2006年1月10日 - 1月31日）→金曜日担当（2008年2月1日 - 2010年1月29日）